# NEDD4
NEDD4 (neural precursor cell expressed developmentally down-regulated protein 4) は、ヒトのNEDD4遺伝子にコードされている酵素 (ユビキチンリガーゼ) である。
NEDD4は、ユビキチン化の過程においてタンパク質の標的化を担うE3ユビキチンリガーゼである。NEDD4は真核生物で高度に保存されている遺伝子で、HECTドメイン型ユビキチンリガーゼのNEDD4ファミリーのメンバーである。NEDD4ファミリーはNEDD4、NEDD4-2 (NEDD4L)、ITCH、SMURF1、SMURF2、WWP1、WWP2、NEDL1 (HECW1)、NEDL2 (HECW2) の9つのメンバーから構成される。NEDD4は、イオンチャネルや膜貫通受容体といった多数の膜タンパク質を、ユビキチン化とエンドサイトーシスによって調節する。
NEDD4は生体内で広く発現しており、多数のタンパク質とin vitroで結合することが予測または実証されている。In vivoでNEDD4は、インスリン様成長因子シグナルの伝達、神経の構築、ウイルスの出芽など、多様な過程の調節に関与している。NEDD4は動物の発達と生存に必須のタンパク質である。

## 構造
NEDD4タンパク質はNEDD4ファミリーに共通のモジュール構造をしており、N末端のカルシウム依存的リン脂質結合を担うC2ドメイン、タンパク質-タンパク質相互作用を担う3つから4つのWWドメイン、C末端のユビキチンリガーゼ活性を担うHECTドメインから構成される。C2ドメインはタンパク質のリン脂質膜への標的化を担い、基質の標的化にも関与している。WWドメインは標的タンパク質のプロリンに富むPPxYモチーフと相互作用し、基質とアダプタータンパク質間の相互作用を仲介する。触媒作用を担うHECTドメインは、E2ユビキチン結合酵素から転移された活性化ユビキチンとチオエステル結合を形成し、その後特定の基質へとユビキチンを転移する。

## 発現
ヒトのNEDD4遺伝子の染色体上の位置は 15q21.3 である。30のエクソンから構成され、5種類のバリアントが転写される。バリアント間の差異はすべてC2ドメインに存在し、1つ目のWWドメインより後は100%同一である。マウスのNedd4遺伝子は9番染色体に位置する。NEDD4は 120 kDaのタンパク質で、脳、心臓、肺、腎臓、骨格筋を含む、ほとんど全ての組織で発現している。NEDD4タンパク質は細胞質、主に核の周辺領域や細胞質の周縁部に局在している。

## 機能
NEDD4はin vitroにおいて、上皮性ナトリウムチャネル (ENaC)、電位依存性カルシウムチャネル、電位依存性ナトリウムチャネルを含む、多数のイオンチャネルや膜輸送体と結合してユビキチン化を行い、エンドサイトーシスとプロテアソームによる分解を引き起こすことが示されている。
NEDD4は、上皮成長因子受容体ファミリーのHER3・HER4、ACKといった、上皮成長因子 (EGF) シグナル伝達経路を構成する因子に対して、ユビキチン化とダウンレギュレーションを行う。
線維芽細胞増殖因子受容体FGFR1は、NEDD4によるユビキチン化とダウンレギュレーションを受ける。FGFR1は、NEDD4のC2ドメインとWW3ドメインが結合する新規部位 (VL***PSR配列) を含んでいる。
NEDD4はウイルスの出芽にも関与しており、多数のウイルスのマトリックスタンパク質をユビキチン化する。また、NEDD4はウイルスの出芽に必要なESCRT複合体の構成要素と相互作用する。
NEDD4にはユビキチンリガーゼ活性とは独立した機能が存在する。NEDD4は血管内皮細胞増殖因子受容体VEGFR2と相互作用し、HECTドメインに触媒活性があるかどうかに関わらず、分解が引き起こされる。
NEDD4はENaCに結合してユビキチン化を行い、ナトリウムチャネル活性をダウンレギュレーションする。しかしin vivoの研究は、ENaCの調節を行う主要なリガーゼはNEDD4-2であることを示唆している。

## 調節
NEDD4の活性は、C2ドメインがHECTドメインに結合してタンパク質が阻害型コンフォメーションとなることで、自己阻害によって調節される。この自己阻害型コンフォメーションは、カルシウムの存在、NEDD4へのタンパク質の結合、NEDD4の特定のチロシン残基のリン酸化によって変化し、NEDD4のユビキチンリガーゼ活性が活性化される。
NDFIP1とNDFIP2は、NEDD4に結合して自己阻害を解消する役割に加え、PYモチーフを欠く基質のNEDD4への結合を促進するアダプタータンパク質としても機能する。
酸化ストレスは、転写因子FOXM1Bを介してNEDD4の転写活性化を誘導する。Rasシグナル伝達経路もNEDD4の転写をアップレギュレーションする。

## 生理学的重要性
NEDD4はin vivoにおいて、細胞表面のインスリン受容体 (IR) とインスリン様成長因子1受容体 (IGF-1R) の量を調節することで、インスリンとインスリン様成長因子 (IGF-1) シグナルの伝達を調節している。
マウスでは、NEDD4遺伝子の欠失によってエフェクターT細胞の数が減少し、抗原に対するT細胞の応答が鈍化することから、NEDD4がナイーブT細胞を活性化T細胞へ転換する機能を持つ可能性が示唆される。
NEDD4は神経細胞の成長に重要な役割を果たす。NEDD4はTINKやRap2Aとシグナル伝達複合体を形成し、神経細胞の樹状突起の形成と分枝を担う。また、NEDD4は神経筋接合部や、神経堤細胞、運動ニューロン、軸索の正常な形成と機能に必要とされる。
NEDD4は、in vitroでがん抑制タンパク質の1種であるPTENと相互作用してユビキチン化を行い、PTENのプロテアソームによる分解または核輸送を引き起こすことが示されている。PTENの調節におけるNEDDのin vivoでの役割ははっきりしない。NEDD4はPTENの分解や輸送を行わないという、NEDD4欠損マウスからのいくつかのエビデンスが存在する。しかし、他のin vivoのモデルやヒトがん細胞株の多くでは、NEDD4がPTENの分解を担っているように見える。NEDD4によるPTENの調節は、特定の生物学的条件下でのみ起こるのかもしれない。
NEDD4ががん抑制タンパク質を負に調節することは、ヒトのがん細胞の多くのタイプで高頻度でNEDD4の過剰発現が見られることと矛盾しない。また、NEDD4のレベルの低下も一部のがんと関係している。NEDD4は、神経芽腫と関連するがんタンパク質N-mycや膵臓がんと関連するc-mycを分解の標的としている。